# سرگئی شوستیکوف
سرگئی شوستیکوف (انگلیسی: Sergey Shustikov; ۳۰ سپتامبر ۱۹۷۰ – ۷ ژانویهٔ ۲۰۱۶) بازیکن و مربی فوتبال اهل روسیه بود. او از سال ۲۰۱۴ تا زمان مرگش مربیگری باشگاه سولیاریس مسکو را بر عهده داشت.
وی همچنین در تیم ملی فوتبال کشورهای مشترک‌المنافع بازی کرده‌است.